# Molgula rheophila
Molgula rheophila är en sjöpungsart som först beskrevs av Pérès 1956.  Molgula rheophila ingår i släktet Molgula och familjen kulsjöpungar. Inga underarter finns listade i Catalogue of Life.